# Pattani
För andra betydelser, se Pattani (olika betydelser).
Pattani (thai: ปัตตานี) är en av Thailands södra provinser (changwat). Angränsande provinser är (från sydöst medurs) Narathiwat, Yala och Songkhla.

## Geografi
Pattani är beläget på Malackahalvön med kusten mot Siamviken i norr. I söder finns bergslandskap och Budo–Su-ngai Padi nationalpark som är belägen vid gränsen mot Yala och Narathiwat. Namtok Sai Khao på gränsen som Songkhla och Yala är en stor skogsområde med det anmärkningsvärda Sai Khao-vattenfallet.

## Demografi
Pattani, med en befolkning där 88% är malajiska muslimer, är en av fyra provinser i Thailand med muslimsk majoritet. Pattanimalajerna är väldigt etniskt och kulturellt lika malajerna i delstaten Kelantan i Malaysia.

## Symboler
|  | Provinsens sigill visar kanonen som kallas Phraya Tani som göts i Pattaniprovinsen. Den fördes till Bangkok år 1785 och den finns nu utställd framför Försvarsdepartementet i Bangkok. Provinsblomman är hibiskusen (Hibiscus rosa-sinensis) och provinsträdet är Ironwood (Hopea odorata). |

## Administrativ indelning
Pattani är indelat i 12 distrikt (Amphoe), som i sin tur är indelade i 115 kommuner (tambon) och 629 byar (muban). Distrikten Chana (Chenok på malajiska), Thepa (Tiba), och Saba Yoi (Sebayu) blev avskilda från Pattani och överfördes till Songkhla på senare år av den thailändska regeringen.
| 1. Mueang Pattani 2. Khok Pho 3. Nong Chik 4. Panare 5. Mayo 6. Thung Yang Daeng | 1. Sai Buri 2. Mai Kaen 3. Yaring 4. Yarang 5. Kapho 6. Mae Lan |